# West Easton
West Easton est un borough situé au sud-est du comté de Northampton, en Pennsylvanie, aux États-Unis,. En 2010, il comptait une population de 1 257 habitants, estimée au 1er juillet 2020 à 1 272 habitants. Le borough est incorporé en 1900.

## Démographie
Lors du recensement de 2010, le borough comptait une population de 1 257 habitants. Elle est estimée, en 2020, à 1 272 habitants.

### Source de la traduction
- (en) Cet article est partiellement ou en totalité issu de l’article de Wikipédia en anglais intitulé « West Easton, Pennsylvania » (voir la liste des auteurs).